# Philibert Godran
Philibert Godran, mort le 30 août 1518, est un notable dijonnais, membre de l'élite sociale de la ville qui contrôle notamment l'échevinage. 
En septembre 1513, après le siège de Dijon par les Suisses, il est emmené comme otage en Suisse comme garantie de paiement. Il en revient en février 1515 et commande probablement la tapisserie Le Siège de Dijon par les Suisses en 1513 actuellement conservée au musée des Beaux-Arts de Dijon.

## Biographie

### Membre de l'élite sociale dijonnaise
Philibert Godran appartient à la famille Godran, qui fait partie de l'élite sociale de Dijon,. Il est le fils de Chrétien Godran, mort assez jeune le 4 septembre 1476 et de Marguerite Macheco, remariée dès 1478 à Guillaume de Leval,. Ses cousins, Odinet Godran et son frère Bénigne Godran sont aussi échevins de Dijon à plusieurs reprises de 1481 à 1512 et leur frère Jacques Godran, mort avant 1502, est conseiller au Parlement de Dijon. Ils sont tous trois les fils de Guyot Godran, marchand drapier. Marguerite de Macheco est la nièce et la cousine de deux doyens successifs de la Sainte-Chapelle de Dijon, Guillaume Macheco et Oudinet Macheco.
Philibert Godran épouse Michelle Berbisey, fille d'Étienne Berbisey, échevin de Dijon. Par ce mariage, Philibert Godran est le beau-frère d'Esme Julien, lieutenant général du bailli de Dijon et d'autres échevins comme Thomas Berbisey,.
À partir de 1497, Philibert Godran est fréquemment élu échevin. En 1512, il est, avec d'autres notables dijonnais, capitaine du guet de Dijon, c'est-à-dire chargé d'organiser la défense de la ville,.

### Otage
Du 9 au 13 septembre 1513, alors que Philibert Godran est échevin, la ville de Dijon est assiégée par les Suisses. C'est un épisode des guerres d'Italie menées par le roi de France Louis XII. Les combats s'arrêtent le 13 septembre, en application d'un accord passé entre les assiégeants et le gouverneur de la Bourgogne Louis II de La Trémoille. 
Ce traité de Dijon comprend une renonciation du roi de France à ses prétentions en Italie et surtout le versement d'une indemnité de guerre de 400 000 écus, somme colossale, aux Suisses et de 10 000 écus aux Impériaux, à verser fin septembre et à la Saint-Martin, le 11 novembre. Les Suisses obtiennent un versement immédiat de 8 300 écus et, en garantie, cinq otages : le neveu de Louis II de La Trémoille, René d'Anjou-Mézières, Jean de Rochefort et trois Dijonnais de premier rang, Bénigne Serre, Jean Noël et Philibert Godran,. Les trois Dijonnais sont sans doute désignés comme otages lors de l'assemblée générale du 13 septembre 1513, mais les sources disponibles ne donnent pas explicitement les raisons du choix de ces trois hommes. Philibert Godran est nettement plus âgé que Bénigne Serre, qui lui est apparenté. Ces trois hommes ne sont pas au premier rang de l'échevinage, comme le maire Bénigne de Cirey ou les échevins Thomas Berbisey et Pierre Contault, mais leur position sociale et leurs alliances familiales garantissent aux Suisses que la rançon sera payée.
Le roi de France Louis XII refuse ces conditions et les Suisses n'obtiendront en réalité que 13 000 écus, en échange de la libération des otages en 1514. En octobre 1514, les prisonniers annoncent par lettre que les Suisses ont fixé leur rançon à 4 900 écus. Par divers démarches auprès de l'échevinage, de Louis II de La Trémoille et du roi, leurs familles s'emploient alors à obtenir leur libération.

### Commanditaire probable duSiège de Dijon

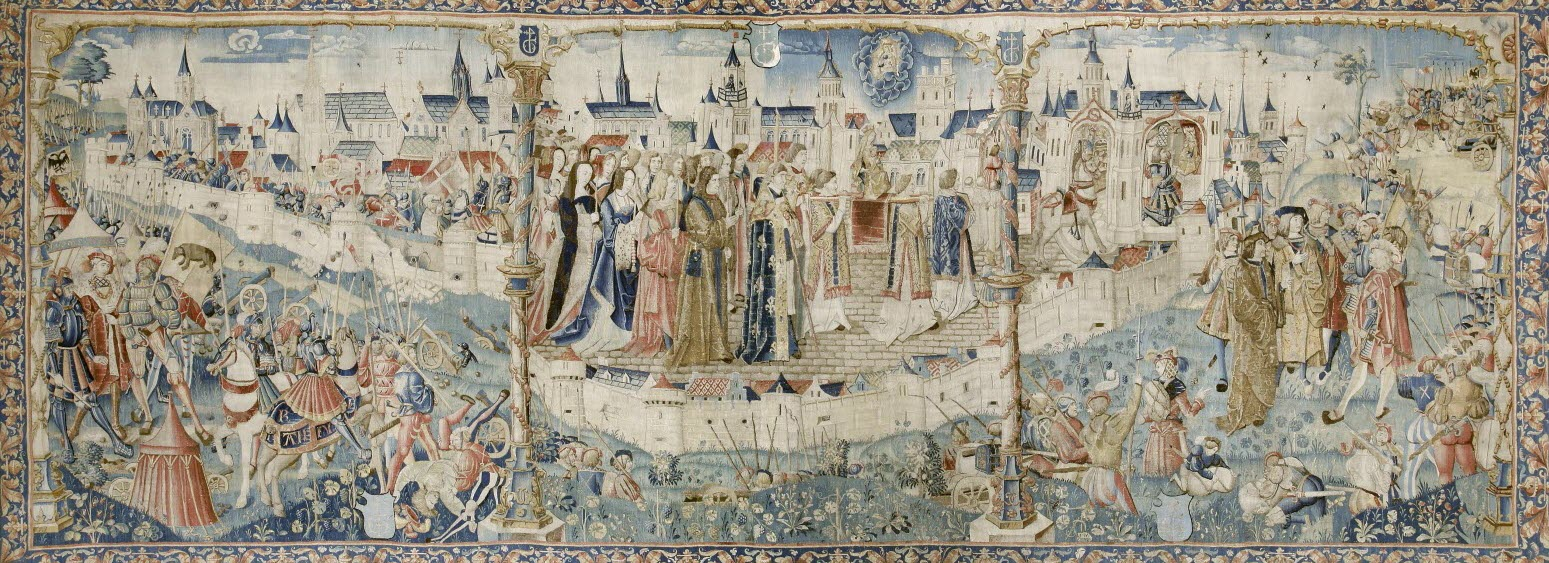
Le Siège de Dijon par les Suisses en 1513, tapisserie conservée au Musée des Beaux-arts de Dijon.

Retenu en otage pendant dix-sept mois, Philibert Godran revient de Suisse en février 1515. Il est ensuite encore élu échevin de Dijon, de 1515 à 1517. On lui attribue habituellement la commande de la tapisserie Le Siège de Dijon par les Suisses en 1513,, bien qu'aucun document sur la commande de cette tapisserie ne soit connu,. Elle commémore ce siège et attribue le sauvetage de la ville à une procession de la statue de Notre-Dame de Bon-Espoir et à un miracle de l'apparition de la Vierge dans les nuages. La tapisserie se concentre sur la statue de Notre-Dame de Bon-Espoir, parce qu'elle est liée à une confrérie fondée par les chapelains de Notre-Dame. Cette confrérie est autorisée par l'évêque de Langres, Michel Boudet, le 2 septembre 1515 et c'est dans les lettres patentes que l'évêque délivre à cette occasion qu'est mentionnée une procession organisée pendant le siège. La tapisserie est donc une interprétation de l'événement qui valorise la statue de Notre-Dame de Bon-Espoir. 

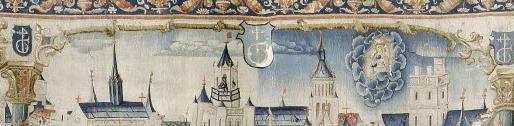
Sur Le Siège de Dijon par les Suisses en 1513, les trois écus ornés d'un chiffre composé d'un 4 et d'un G de la partie centrale.

On ne sait pas si Philibert Godran est membre de cette confrérie, mais la lettre G qui est tissée à cinq endroits de la tapisserie le désigne probablement. Plus précisément, on distingue sur la tapisserie cinq écus au champ d'azur avec un chiffre composé d'un 4 et d'un G. Les marchands dijonnais utilisent souvent le quatre de chiffre. On en retrouve un exemple dans un acte de 1536 de la famille Godran et surtout le G apparaît sur deux clefs de voûte de l'hôtel particulier des Godran à Dijon, avec une légère variation, le G étant traversé par une double croix verticale et une barre oblique, qui peut s'expliquer par la différence d'époque et d'individu. Les marques des marchands comportent une dimension très personnelle, très individuelle, alors que les armoiries rappellent la famille entière. Celles des Godran sont : D'azur au cadran d'or, les rayons et les aiguilles de même, les heures de sable.
Philibert Godran meurt le 30 août 1518, trois ans après son retour de Suisse, ce qui semble court pour commander cette tapisserie, mais ses enfants ont pu prendre la suite. Il est enterré au prieuré Sainte-Foy, qui dépend de la Sainte-Chapelle de Dijon.

### Descendance
Philibert Godran et Michelle Berbisey ont deux fils et six filles, qui épousent des officiers dijonnais. Les deux fils sont :
- Bénigne Godran, doyen de la Sainte-Chapelle de Dijon[2] ;
- Chrétien Godran, maire de Dijon[2].